# Schächten (Film)
Schächten ist ein österreichischer Spielfilm von Thomas Roth aus dem Jahr 2022 mit Jeff Wilbusch, Paulus Manker, Miriam Fussenegger, Christian Berkel, Georg Friedrich und Julia Stemberger.

## Handlung
Victor Dessauer ist ein jüdischer Unternehmersohn und Holocaust-Überlebender. Seine Mutter und seine Schwester wurden im KZ Mauthausen ermordet. Sein Vater kämpfte drei Jahre gegen den Ariseur, um sein Unternehmen zurückzuerhalten. Im Wien der 1960er-Jahre versucht Victor, die NS-Peiniger seiner Eltern ihrer gerechten Strafe zuzuführen, und sucht dafür Unterstützung bei Simon Wiesenthal. Kurt Gogl war SS-Unterscharführer und Kommandant des KZ Mauthausen. Gogl lebt mittlerweile unter dem Familiennamen seiner Frau Hermine als Schuldirektor Kurt Hartinger am Wolfgangsee.
Obwohl Gogl von allen Zeugen eindeutig identifiziert wird, streitet dieser vor Gericht alle Vorwürfe ab. Er behauptet, mit einer anderen Person verwechselt worden zu sein, und wird vom Geschworenengericht freigesprochen. Viktor verliert den Glauben in das Rechtssystem und beschließt, das Gesetz selbst in die Hand zu nehmen. Bei einer Treibjagd konfrontiert Victor Gogl mit der Waffe, zieht sich aber wieder zurück, nachdem Gogls Jagdgesellschaft ihm zu Hilfe eilt. Victor wird daraufhin wegen Waffenbesitzes angezeigt.
Anna Stöger ist in einer Beziehung mit Victor, ihr Vater Rudolf verbietet ihr wiederholt den Umgang mit dem jüdischen Victor. Über seine eigene Aktivitäten während der NS-Zeit schweigt sich Rudolf aus. Hermine Gogl kommen Zweifel, ob die Vorwürfe gegen ihren Mann vor Gericht doch wahr sind. Er rechtfertig seine Taten damit, nur seine Pflicht getan zu haben. Als Gogl eines Morgens in großen Lettern den Schriftzug Judenfreund auf der Fassade seines Hauses findet, wird Victor bald darauf in seiner Wiener Wohnung von einer vermummten Gruppe blutig geschlagen, sein Auto meldet er als gestohlen. 
Nachdem Hermine Gogl als vermisst gemeldet wurde, hegt die Polizei den Verdacht, dass Victor Hermine ermordet und mitsamt seinem Auto verschwinden hat lassen. Victor fordert Gogl auf, ein Geständnis zu unterschreiben, erst dann bringt er ihn zu seiner Frau. Gogl ist der Meinung, dass ein erzwungenes Geständnis wertlos sei und Hermine am Leben, weil Victor für einen Mord zu feig sei.
Victor führt Gogl in eine Höhle, den Zugang blockiert er mit Felsen, während sich Hermine im Kofferraum eines Autos befindet. Nachdem Victor Gogls Geständnis seinem Helfer Werner Kohlmeier übergeben hat, befreit dieser Hermine. Bei der späteren Rückkehr von Victor in die Höhle ist Gogl verschwunden. In den USA fängt Victor ein neues Leben an, in dem er nicht mehr mit Antisemitismus konfrontiert wird. Dort berichtet er Jahre später, im Internet über Kurt Gogl recherchiert zu haben, dessen Verbleib als ungeklärt gilt.

## Produktion
Die Dreharbeiten fanden an 26 Drehtagen im Jänner und Februar 2021 in Wien, Niederösterreich, Salzburg und New York statt.
Unterstützt wurde die Produktion vom Österreichischen Filminstitut, vom Filmfonds Wien, von Filmstandort Austria (FISA), vom Land Niederösterreich und vom Land Salzburg. Beteiligt war der Österreichische Rundfunk. Produziert wurde der Film von der österreichischen Cult Film GmbH (Produzenten Katharina und Burkhard Ernst, Thomas Roth und Konstantin Seitz) in Koproduktion mit Klemens Hallmann und Michel Wagner. Den Vertrieb für Österreich übernahm Filmladen, die Kostüme stammten von Lambert Hofer.
Die Kamera führte Clemens Majunke, die Montage verantwortete Birgit Gasser und das Casting Eva Roth. Das Kostümbild gestaltete Erika Navas, das Szenenbild Sebastian Thanheiser und Uta Wiegele, den Ton Hjalti Bager-Jonathansson und das Maskenbild Monika Fischer-Vorauer und Karoline Strobl.
Der reale Name von Kurt Gogl war Johann (Vinzenz) Gogl. 2018 erschien mit Murer – Anatomie eines Prozesses ein Film über den Fall Franz Murer.

## Veröffentlichung
Premiere des Filmdramas war am 30. Juli 2022 im Rahmen des San Francisco Jewish Film Festival. In Österreich kam der Film am 2. Dezember 2022 in die Kinos.
Im ORF wurde der Film am 4. Februar 2024 erstmals ausgestrahlt.

## Rezeption
Jana Unterrainer schrieb in der Wiener Zeitung, dass der Film ein unterbelichtetes Stück österreichischer Geschichte auf zugängliche und spannende Weise behandle.
Renate Wagner kritisierte auf onlinemerker.com, dass die längste Zeit Klischees abgeklappert würden. Der Krimi-Teil wäre so ungenau in der Erzählweise, dass man gar nicht weiß, was eigentlich konkret passiert. So verschwurbelt dürfe man einem Kinopublikum nicht kommen. Und ob man damit wie beabsichtigt die Überlegung in Gang setzt, ob dieses Handeln gerechtfertigt ist, scheine zweifelhaft.

## Auszeichnungen und Nominierungen
Romyverleihung 2023
- Nominierung in der Kategorie Entdeckung männlich (Jeff Wilbusch)[13]

Österreichischer Filmpreis 2023
- Nominierung in der Kategorie Bestes Kostümbild (Erika Navas)
- Nominierung in der Kategorie Bestes Szenenbild (Uta Wiegele, Sebastian Thanheiser und Georg Resetschnig)